# Geschichte der Ägyptischen Post
Dieser Artikel behandelt die Geschichte der Ägyptischen Post vom frühen Mittelalter bis zum Ende des 19. Jahrhunderts.

## Entwicklung

### Mittelalter
Ägypten war im Mittelalter noch eine Provinz des Kalifats, und die Posteinrichtungen waren nur für den Herrscher bestimmt. Eine große Poststraße führte von Bagdad nach Syrien über Kahirah (Kairo) nach Alexandria, bzw. in den Westen Afrikas.
Unter den Fatimiden wurde eine eigene Post eingerichtet. Auch eine Taubenpost war in Ägypten heimisch.
Mit dem Niedergang der ägyptischen Herrschaft geriet auch das Postwesen in Verfall.
Der mameluckische Sultan Baibars I. (1260–1277) brachte das Postwesen zu neuer Blüte. Die Poststraßen wurden mit Pferderelais besetzt, was einen ununterbrochenen Kurierdienst möglich machte. Gleichzeitig belebte er die Taubenpost neu. Die wichtigsten Poststraßen führten von Kairo, entlang des Nils, nach Oberägypten, nach Alexandria, nach Damiette der Hafenstadt am Nildelta und Richtung Osten durch Syrien und Palästina zum Euphrat. Unter den Nachfolgern des Sultans Baibars geriet das Postwesen erneut in Verfall.

### Neuzeit
Nach der osmanischen Eroberung beherrschten die Türken und später wieder die Mamelucken Ägypten.
Der Feldzug Napoleons unterbrach von 1798 bis 1801 diesen Zustand. 1808 kam Muhammed Ali, ein türkischer General, an die Macht. Er wurde unumstrittener Herrscher und gilt als einer der bedeutendsten Männer der islamischen Landesgeschichte. Diese Dynastie überdauerte bis 1952.
Der Khedive Mohamed Ali (1811–1848) schuf einen neuen, nur für die Regierung bestimmten Postdienst. Es wurden nur Briefe befördert. Mit der Eroberung des Sudans (1821) beförderte man Briefe auf dem Kamel dorthin.

### Internationaler Briefverkehr
Erst Scheich Hassan, in Kairo geboren, richtete einen Privatpostdienst ein. Über die Gebühren wurde für jeden Brief einzeln verhandelt, bis die Regierung die Beförderung von Briefen nach Mittel- oder Oberägypten übernahm.
Ein geregelter internationaler Briefverkehr bestand damals noch nicht. Briefe ins Ausland wurden Schiffsleuten zur Besorgung übergeben. Den ersten Tarif für Preußen gab es seit 1847, wobei die Post über England bzw. 1848 über Frankreich befördert wurde. Mit der Eröffnung des Sueskanals im Jahre 1869 verlief der Briefverkehr dann über Triest oder Brindisi.
Zwischen 1836 und 1914 bestanden französischen Postanstalten in Alexandria und Port Said. Die Postanstalten in Kairo und Sues wurden 1875 bzw. 1888 aufgehoben. England unterhielt von 1831 bis 1878 Postanstalten in Alexandria und Sues. Weitere ausländische Postanstalten unterhielten Österreich (1838–1889), Griechenland (1859–1882), Italien (1866–1884) und Russland (1867–1875), jeweils in Alexandria.

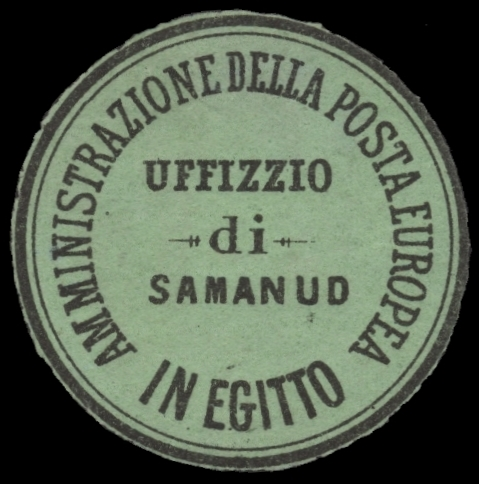
1864 POSTA EUROPEA Interpostal Marke

Als Anlaufstelle für diese Privatbriefe hatte der Italiener Carlo Merati in Alexandria eine Postanstalt mit dem Namen „POSTA EUROPEA“ eingerichtet. Da das Unternehmen Gewinn abwarf, richtete er dann auch eine Privatpost zwischen Alexandria und Kairo ein. Für die 200 km brauchte man 24 Stunden. 1854 richtete man Postanstalten in Kairo, El Atfi und Rosette, 1855, nach der Eröffnung der Eisenbahn Alexandria – Kairo, weitere in Damanhur, und Kaffr El-Zayat ein. Weitere Postanstalten folgten. Die Briefe wurden mit der Eisenbahn befördert. Dafür war eine Entschädigung von 780 ägyptische Pfund, etwa 20 Reichsmark, zu zahlen, ab 1862 wurden Briefe unentgeltlich befördert.
1864 übernahm die Regierung das Postwesen und zahlte der italienischen Familie Muzzi 950.000 Franc. Es gab 19 Postämter in Ägypten.

Briefumschlag Ägypten – USA

Die ersten Briefmarken wurden 1866 in Genua gedruckt. Dem Weltpostverein gehörte Ägypten seit seiner Gründung 1874 an. Post wurde auf dem Sueskanal zwischen Port Said und Ismailia befördert, auf dem Nil seit 1880. Der Landzustelldienst wurde in Ägypten am 1. Mai 1889 eingeführt. Die ägyptische Generaldirektion verlegte am 1. Juni 1931 ihren Sitz von Alexandrien nach Kairo.
Zwischen 1865 und 1881 betrieb die ägyptische Post im Gebiet der osmanischen Reichspost bis zu 19 Postanstalten, in denen ägyptischen Freimarken verwendet wurden. Die Verwendung ist also nur an den Poststempel erkennbar. Diese waren entweder Datumsstempel mit italienischer Beschriftung oder arabische Negativ-Siegelstempel.
Die Orte waren (nach Stanley Gibbons Stamp Catalogue): Bairout (1870–72), Cavala (1870–72), Constantinopoli (1865–81), Dardanelli (Çanakkale,  1868–81), Djeddah/Gedda (1865–81), Gallipoli (1868–81), Jaffa (1870–72), Lagos (Porto Lagos, 1870–72), Latakia (1870–72), Leros (1873–74), Mersina (1870–72), Metelino (1870–81), Rodi (1872–81), Salonicchi (1870–72), Scio (Chios, 1870–81), Smirne (1865–81), Tenedos (1870–71), Tripoli (1870–72) und Volo (1870–72).